# 集义镇
集义镇，是中华人民共和国陕西省延安市宜川县下辖的一个乡镇级行政单位。

## 行政区划
集义镇下辖以下地区：
集义社区、集义村、石门沟村、崖底村、流岔沟村、石台寺村、麻岔沟村、石磕村、胡家庄村、陈家庄村、南坡村、南庄村、摞里村、寺家庄村、阳坪村、峪口村、郭东村、冯家坪村、坡头村、流湾头村、寺里村、薛家坪村、薛丁庄村、寨子村、桌里村、涧头村、贺家河村、如意村、史家庄村和跑泉村。